# Liste antiker Ortsnamen und geographischer Bezeichnungen/Ao
| Lateinischer Name | Griechischer Name | Beschreibung | Heute | Quellen und Verweise | Lage |
| ----------------- | ----------------- | ------------ | ----- | -------------------- | ---- |
| Aones             |                   |              |       | Smith;               |      |
| Aonia             |                   |              |       | Smith;               |      |
| Aornus            |                   |              |       | Smith;               |      |
| Aorsi             |                   |              |       | Smith;               |      |
| Aous              |                   |              |       | Smith;               |      |